# Bryan Silva Garcia
Bryan Silva Garcia ou simplesmente Bryan (Belo Horizonte, 28 de março de 1992) é um futebolista brasileiro que joga como lateral-esquerdo e meio-campista. Atualmente, defende o Itabirito, que disputa a quarta divisão do brasileirão.

## Clubes
Nascido em Belo Horizonte, Bryan iniciou nas categorias de base do América Mineiro e passou, por empréstimo pelo Benfica de Portugal, Portuguesa e Ponte Preta onde foi destaque para o acesso à Série A em 2014.
Foi um dos destaques do América em mais um acesso para Série A em 2015 e na conquista do Campeonato Mineiro 2016.
Em maio de 2016 acertou sua transferência para o Cruzeiro com contrato de três anos.
Em 5 de janeiro de 2018, Bryan foi emprestado ao Vitória.
Em 2019 disputou o Brasileiro pela equipe do CRB de Alagoas.
Em 2020 foi para o Alashkert da Armênia, mais uma vez se destacando e conquistando vaga para play off da Liga Europa.
Em 2021 atualmente está no Atyrau Futebol Clube do Cazaquistão.

## Títulos
América Mineiro
- Campeonato Mineiro: 2016. [1]
- Campeonato Brasileiro Sub 20 2011

Cruzeiro
- Copa do Brasil: 2017

## Prêmios individuais
Seleção dos melhores do campeonato
- Campeonato Mineiro - 2016.[3]
- Campeonato Mineiro  - 2015
- Campeonato Mineiro  - 2012
- Jogador Revelação de Minas Gerais 2012